# Ruggero Berlam

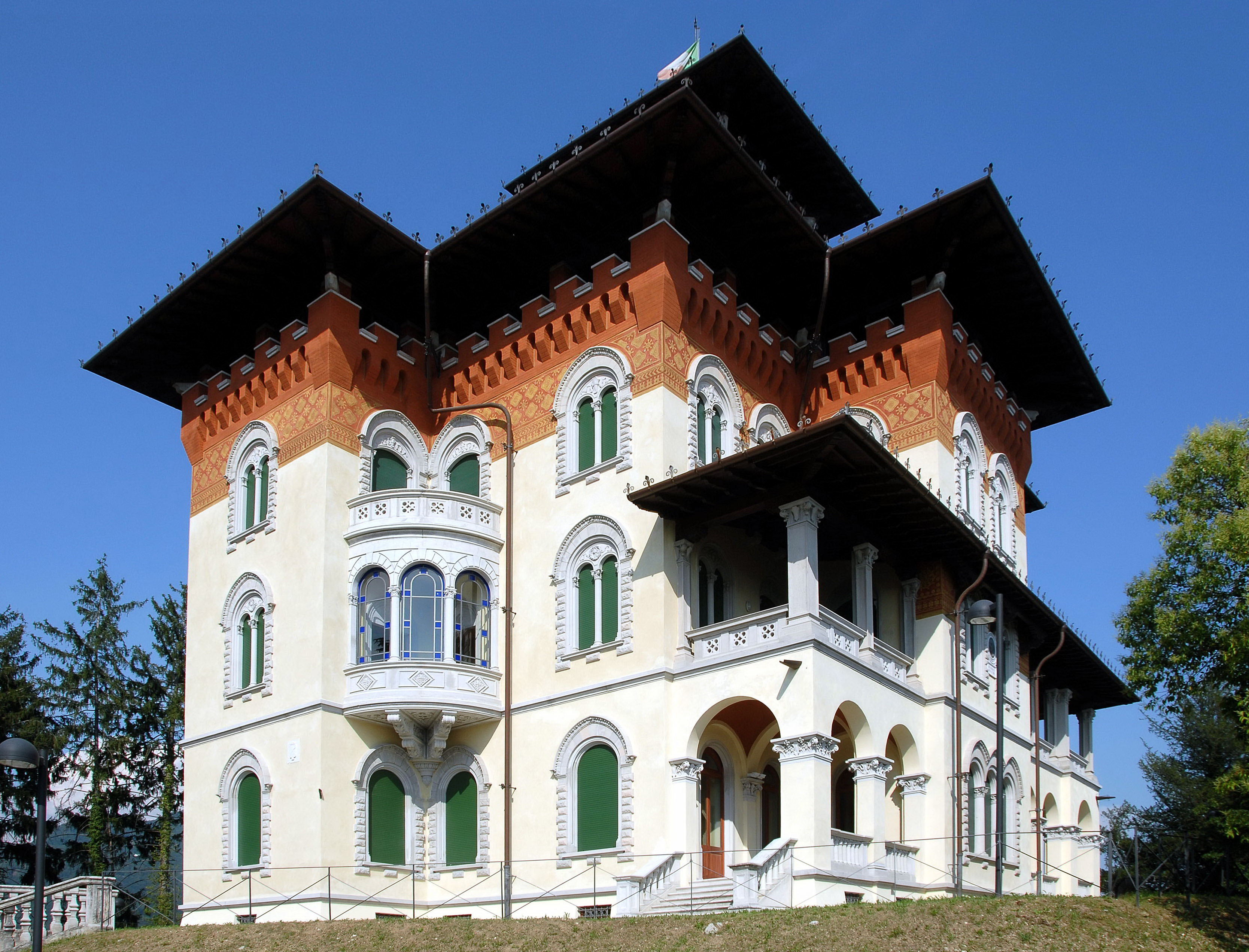
Villa Moretti in Tarcento

Ruggero Berlam (geboren 20. September 1854 in Triest, Kaisertum Österreich; gestorben 22. Oktober 1920 in Triest) war ein italienischer Architekt. 

## Leben
Ruggero Berlam wurde als Sohn des Architekten Giovanni Andrea Berlam geboren. Nachdem Berlam sein Musikstudium abgebrochen hatte, wandte er sich zunehmend der Kunst und Architektur zu. In der Accademia in Venedig wurde er ein Schüler von Giacomo Franco. Später wechselte er nach Mailand, wo er in der Accademia di Belle Arti di Brera von Camillo Boito unterrichtet wurde. Nach Abschluss seines Studiums kehrte Berlam in seine Heimatstadt Triest zurück, um unter Leitung seines Vaters Giovanni Andrea weiter ausgebildet zu werden. Bereits in dieser Zeit setzte Berlam in Triest zahlreiche Bauprojekte um wie Casa Berlam (1879), Casa Leitenburg (1887) und Villa Haggiconsta (1890). Ferner wurde Berlam im benachbarten Istrien und dem Friaul tätig. 
Berlam war 1884 ein Gründungsmitglied des Triestiner Künstlerzirkels Circolo Artistico Triestino. Ab 1893 war er Mitglied im Stadtrat von Triest und in der Verwaltung des städtischen Museums Revoltella tätig. Nach 1904 arbeitete Berlam vermehrt mit seinem Sohn, dem Architekten Arduino Berlam, zusammen. Vater und Sohn verwirklichten in Triest, Udine und Parenzo zahlreiche Bauprojekte wie Palazzo Vianello (1904), Scala dei Giganti (1905–1907), die Synagoge von Triest (1906–1912) und Palazzo della RAS (1909–1913). 
Berlam starb 1920 in Triest.

## Bauwerke
- Casa Berlam in Triest (1879)
- Casa Leitenburg in Triest (1887)

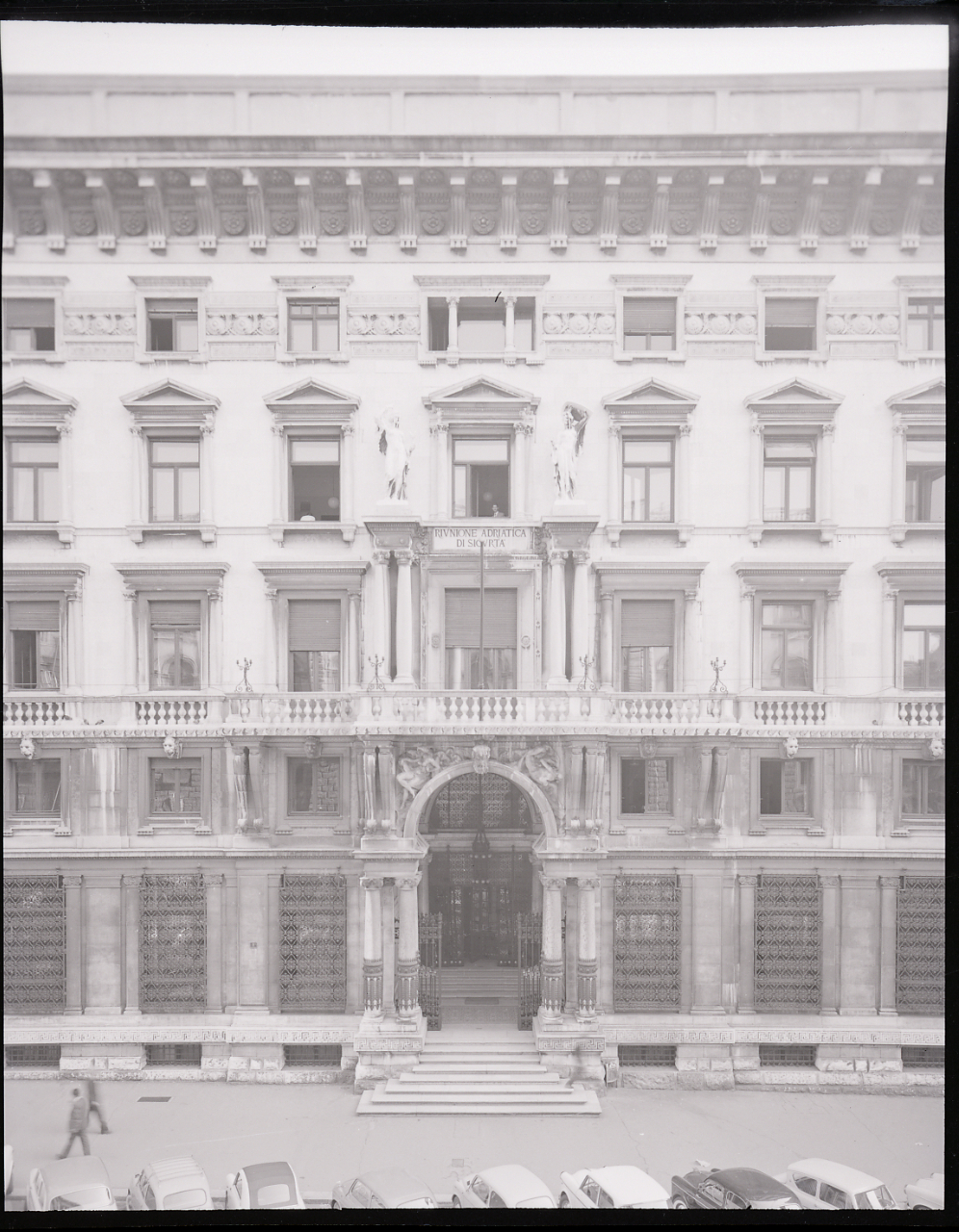
Palazzo della RAS, Triest. Foto von Paolo Monti, 1964

- Villa Haggiconsta in Triest (1890)
- Politeama Ciscutti in Pula (1881)
- Castello di Spessa di Capriva in Spessa di Capriva (1880)
- Palazzo Vianello in Triest (1904)
- Scala dei Giganti in Triest (1905–1907)
- Synagoge von Triest (1906–1912)
- Palazzo della RAS in Triest (1909–1913)
- Pro Infanzia in Udine (1907)
- Rathaus in Parenzo (1910)
- Palazzo Schiavi in Udine (1912)